# Sana
Sana este un produs lactat obținut prin fermentarea controlată a laptelui de vacă, asemănătoare cu iaurtul sau laptele bătut, dar mai dulce decât acestea. Sana rezultă prin fermentarea acidă pe laptele nefiert, nepasteurizat, prin scăderea pH-ului, având loc coagularea proteinelor. Sana conține cel puțin 3,6% grăsime.
Sana este asemănătoare cu chefirul, laptele de unt sau laptele acru, dar spre deosebire de acestea, are un gust puțin mai dulce. Se face prin fermentarea laptelui crud, nepasteurizat, prin reducerea nivelului pH-ului acestuia. Sana are de obicei cel puțin 3,6% conținut de grăsime.
Sana este de obicei făcută din lapte de vacă, dar în ultimii ani, laptele de capră sana a crescut în popularitate, în principal datorită beneficiilor mai bine percepute pentru sănătate ale laptelui de capră. Exista si sana de lapte de oaie si chiar sana de lapte de bivolita.
Similar altor produse lactate fermentate, sana are beneficii pentru sănătate și intestine, contribuind la un microbiom intestinal mai sănătos.
Sana este folosită și ca ingredient în diverse rețete pentru coacerea pâinii sau a altor tipuri de produse de patiserie.
Se găsește doar în România și Moldova.Lapte
1. ↑  https://www.facebook.com/replica.deconstanta/ (25 aprilie 2012), Etichete mincinoase: Sana nu este ceea ce pare, replicaonline.ro